# Spijkenisse

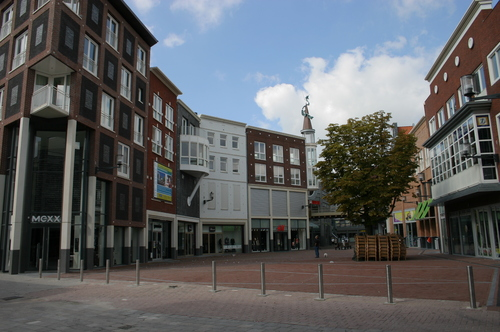
Spijkenisse

Spijkenisse (anhörenⓘ) ist eine Stadt in den Niederlanden. Sie befindet sich in der Provinz Südholland auf der Insel Voorne-Putten. Sie hat eine Gesamtfläche von 24,17 km². Im Jahr 2024 lag ihre Einwohnerzahl bei 73.405. Zu der Stadt gehören auch die Dörfer Hekelingen, Den Hoek und Beerenplaat.  Seit 2015 ist Spijkenisse Teil der neugeschaffenen Gemeinde Nissewaard.

## Lage und Wirtschaft
Spijkenisse ist ein Vorort von Rotterdam. Die Stadt liegt etwa 12 km südwestlich der Rotterdamer Innenstadt, an mehreren Land- und Wasserstraßen (darunter der Hartelkanal, der Fluss Spui und die Oude Maas). Einen Bahnhof hat Spijkenisse nicht, aber mit der Metro kann man das Zentrum und den Hauptbahnhof Rotterdams in 25 bis 30 Minuten erreichen. Autofahrer haben es etwas schwieriger, da das Festland von der Insel aus nur über zwei Brücken erreichbar ist, die in der Hauptverkehrszeit zu einem Nadelöhr werden.
In Spijkenisse befinden sich viele Unternehmen, die vor allem im Handel, Reparaturen und anderen Dienstleistungen tätig sind. Der Dienstleistungssektor ist die tragende Wirtschaftskraft der Gemeinde.
Die Stadt hat u. a. ein Krankenhaus und ein Theater sowie mehrere Schulen und Kirchen.

## Geschichte
Das Gebiet von Spijkenisse wurde um 2200 v. Chr. erstmals von Jägern der Jungsteinzeit besiedelt. Auch die Römer haben Spuren ihrer Anwesenheit hinterlassen. Im Stadtpark wurde eine römische Grabstätte ausgegraben. Im Mittelalter entstand das Dorf Spijkenisse rund um einen Deich und eine Kirche. Bis 1900 blieb es ein kleines Dorf, dessen Bewohner Holzreifen für Fässer herstellten. Im Jahr 1958 wurde der damals 3000 Seelen zählende Ort von der Regierung als „Wachstumsgemeinde“ ausgewiesen, und Spijkenisse wuchs schnell zur Vorstadt von Rotterdam. Seit dem 1. Januar 2015 gehört Spijkenisse zur Gemeinde Nissewaard.

## Wirtschaft
Die Stadt ist eine typische Pendlerstadt im Großraum Rotterdam. In Spijkenisse leben dabei vor allem Menschen mit höheren Bildungsabschlüssen, die in Rotterdam Führungspositionen ausüben.

## Stadtteile
- De Akkers (Mit Nachbarschaften Gaard, Dreef, Kreek, Voorde, Donk und Akkers-Zentrum)
- Zentrum (Stadtmitte)
- De Elementen
- Gildenwijk
- Groenewoud
- De Hoek
- Hoogwerf (Spijkenisse-Nort)
- Landgoed
- Maaswijk
- Rietvelden
- Schenkel
- Schiekamp (Spijkenisse-Nort)
- Staalmeesters
- Staalmeesters-Noord
- Sterrenkwartier
- Vierambachten
- Vogelenzang-Nort
- Vogelenzang-Süd
- Vriesland
- De Waaijer
- Waterland

## Lehranstalten

### Gymnasium, Real- und Hauptschulen
| Römisch-Katholisch               | Allgemein-Christlich                  | Öffentlich             |
| -------------------------------- | ------------------------------------- | ---------------------- |
| Nova College Charles de Foucauld | Penta College CSG Scala Molenwatering | OSG De Eilanden        |
|                                  | Penta College CSG Scala Rietvelden    | OSG De Ring van Putten |
|                                  | Penta College De Oude Maas            |                        |

### Grundschulen
| Römisch-Katholisch        | Allgemein-Christlich | Öffentlich       | Kalvinistisch-Reformiert |
| ------------------------- | -------------------- | ---------------- | ------------------------ |
| De Akkers                 | Het Anker            | Annie MG Schmidt | De Morgenster            |
| De Klinker                | Het Baken            | De Horst         |                          |
| De Maasoever              | De Bron              | Jan Campert      |                          |
| Monseigneur Bekkersschool | De Duif              | De Kooy          |                          |
| De Wegwijzer              | De Hoeksteen         | De Krullevaar    |                          |
| Heilige Paus Johannes     | De Marimba           | De Meander       |                          |
|                           | De Rank              | De Montessori    |                          |
|                           | De Schakel           | De Nachtegaal    |                          |
|                           |                      | De Piramide      |                          |
|                           |                      | De Rietgors      |                          |
|                           |                      | De Veenvlinder   |                          |
|                           |                      | De Vogelenzang   |                          |

### Förderschulen
| Allgemein-Christlich | Öffentlich | Hauptschule |
| -------------------- | ---------- | ----------- |
| De Branding          | De Tandem  | De Gaard    |
|                      |            | De Sluis    |

## Kirchen

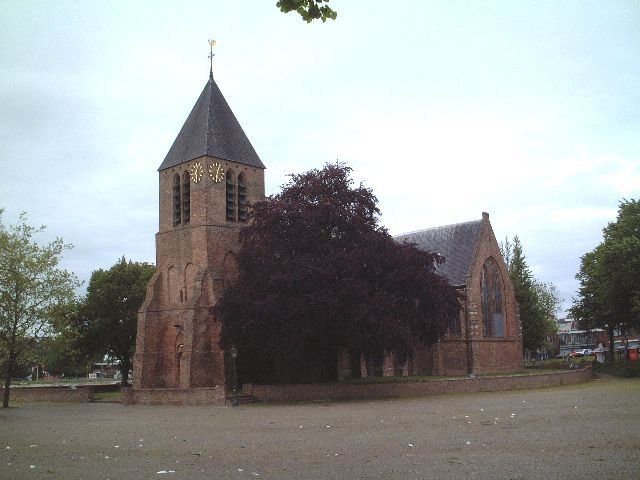
Dorfkirche

Römisch-katholisch 
- St.-Felicitaskerk

 Reformiert 
- Dorpskerk
- Michaëlkerk
- Ontmoetingskerk
- Dorpskerk Hekelingen

## Sehenswürdigkeiten
Als Sehenswürdigkeiten gelten:
- Die Dorfkirche aus dem 15. Jahrhundert in der Ortsmitte
- Die Naturgebiete in der Umgebung, wo Reiher und andere Wasservögel leben.
- Die Nachbauten der Brücken, die auf den Euroscheinen abgebildet sind.[3][4]

## Politik

### Sitzverteilung im Gemeinderat

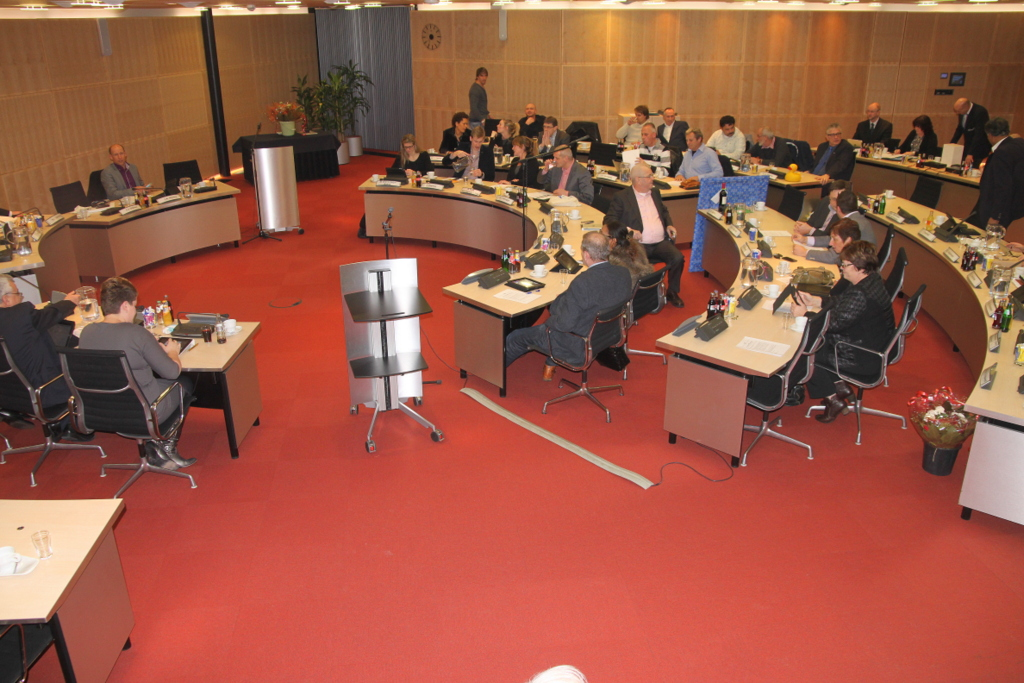
Sitzung des Gemeinderats im Jahre 2013

| Partei                          | Sitze | Sitze | Sitze | Sitze |
| Partei                          | 1998  | 2002  | 2006  | 2010  |
| ------------------------------- | ----- | ----- | ----- | ----- |
| Onafhankelijk Nieuw Spijkenisse | 11    | 15    | 17    | 16    |
| PvdA                            | 7     | 5     | 9     | 5     |
| VVD                             | 8     | 4     | 3     | 5     |
| Trots op Nederland              | —     | —     | —     | 2     |
| CDA                             | 3     | 3     | 2     | 2     |
| SP                              | —     | —     | —     | 1     |
| D66                             | 2     | 1     | 0     | 1     |
| ChristenUnie/SGP                | —     | 1     | 1     | 1     |
| Lokale Politieke Federatie      | —     | —     | 2     | 1     |
| GroenLinks                      | 1     | 2     | 1     | 1     |
| Nederland Mobiel                | 2     | 2     | 0     | —     |
| Politieke Partij Samen          | —     | —     | 0     | —     |
| Spijkenisse Leeft               | —     | 2     | —     | —     |
| SGP/GPV/RPF                     | 1     | —     | —     | —     |
| Burgerbelangen Spijkenisse      | 0     | —     | —     | —     |
| Gesamt                          | 35    | 35    | 35    | 35    |

### Städtepartnerschaften
- Hürth, Deutschland
- Thetford, England

## Persönlichkeiten
- Jan Campert (1902–1943), Journalist, Dichter und Judenhelfer, NS-Opfer
- Rolf Habben Jansen (* 1966), Vorstandsvorsitzender von Hapag-Lloyd seit 2014[6]
- Vato Gonzalez, eigentlich Björn Franken (* 1983), House-DJ
- Patrick van Luijk (* 1984), Leichtathlet
- Tim Remer (* 1985), Handball-Nationalspieler
- Afrojack (* 1987), DJ
- Miquel Nelom (* 1990), Fußballspieler
- Duncan Laurence (* 1994), Sänger
- Jerdy Schouten (* 1997), Fußballspieler
- Sven Mijnans (* 2000), Fußballspieler

## Bilder

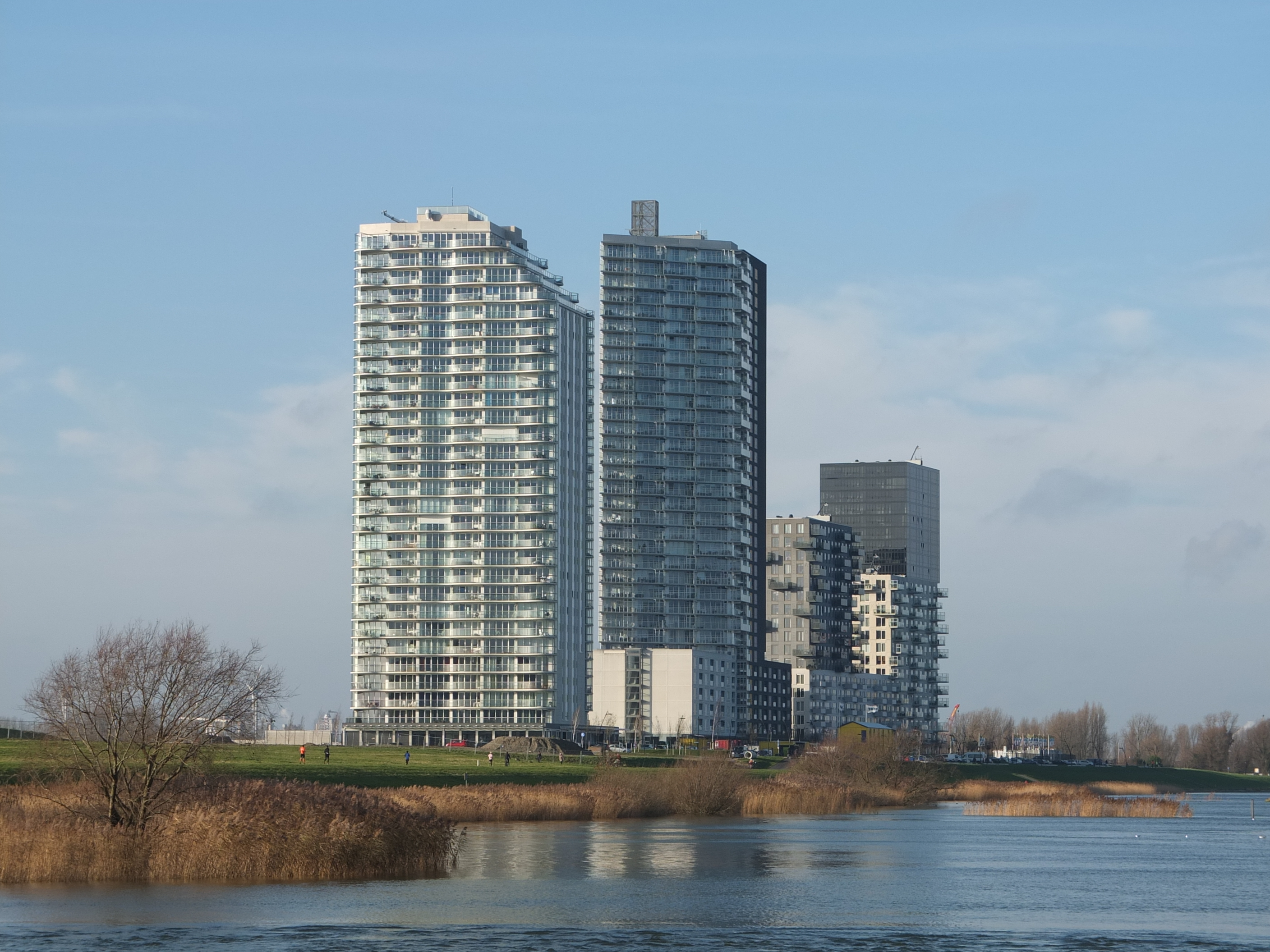
Maasboulevard
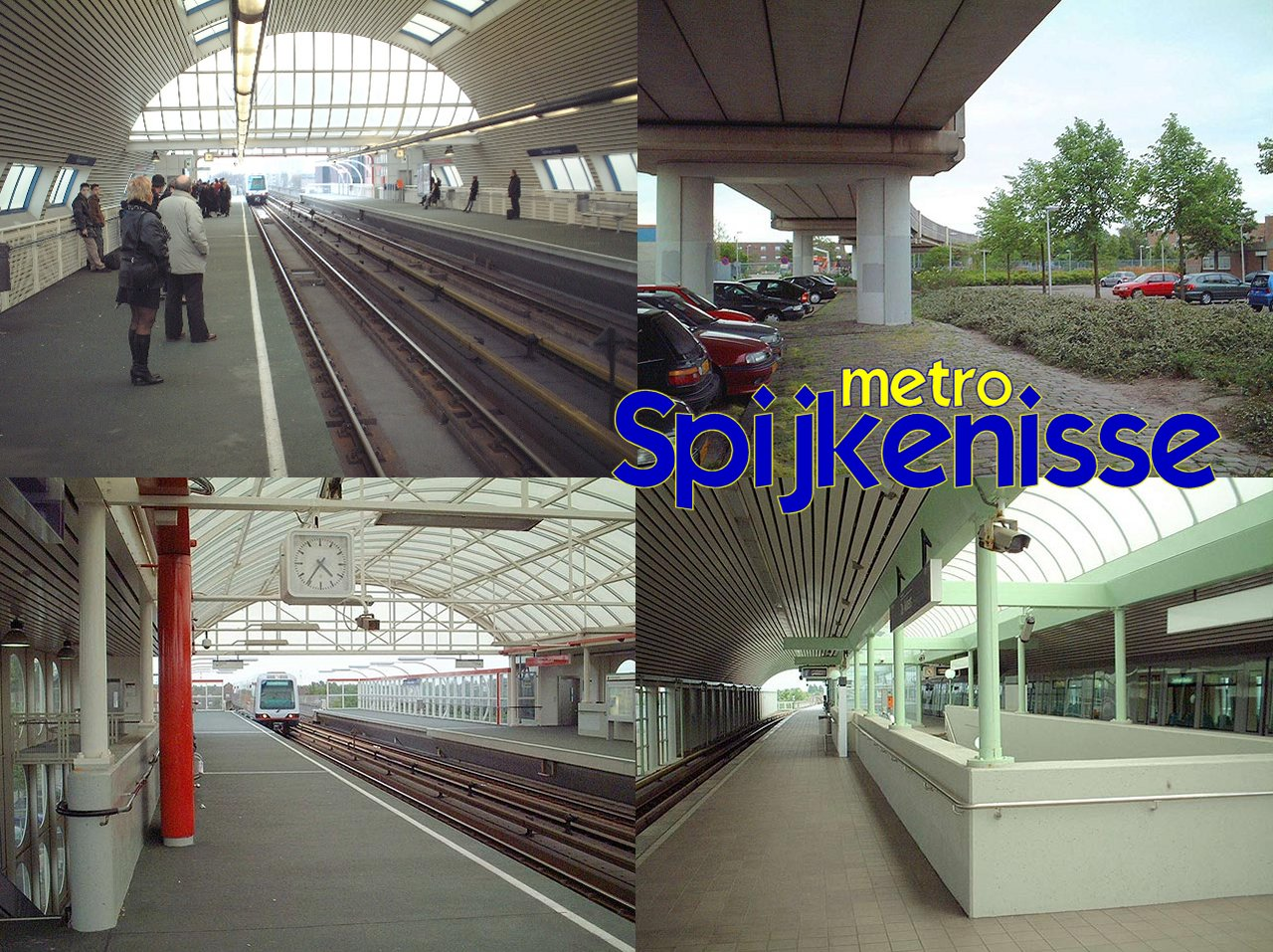
Metro Spijkenisse
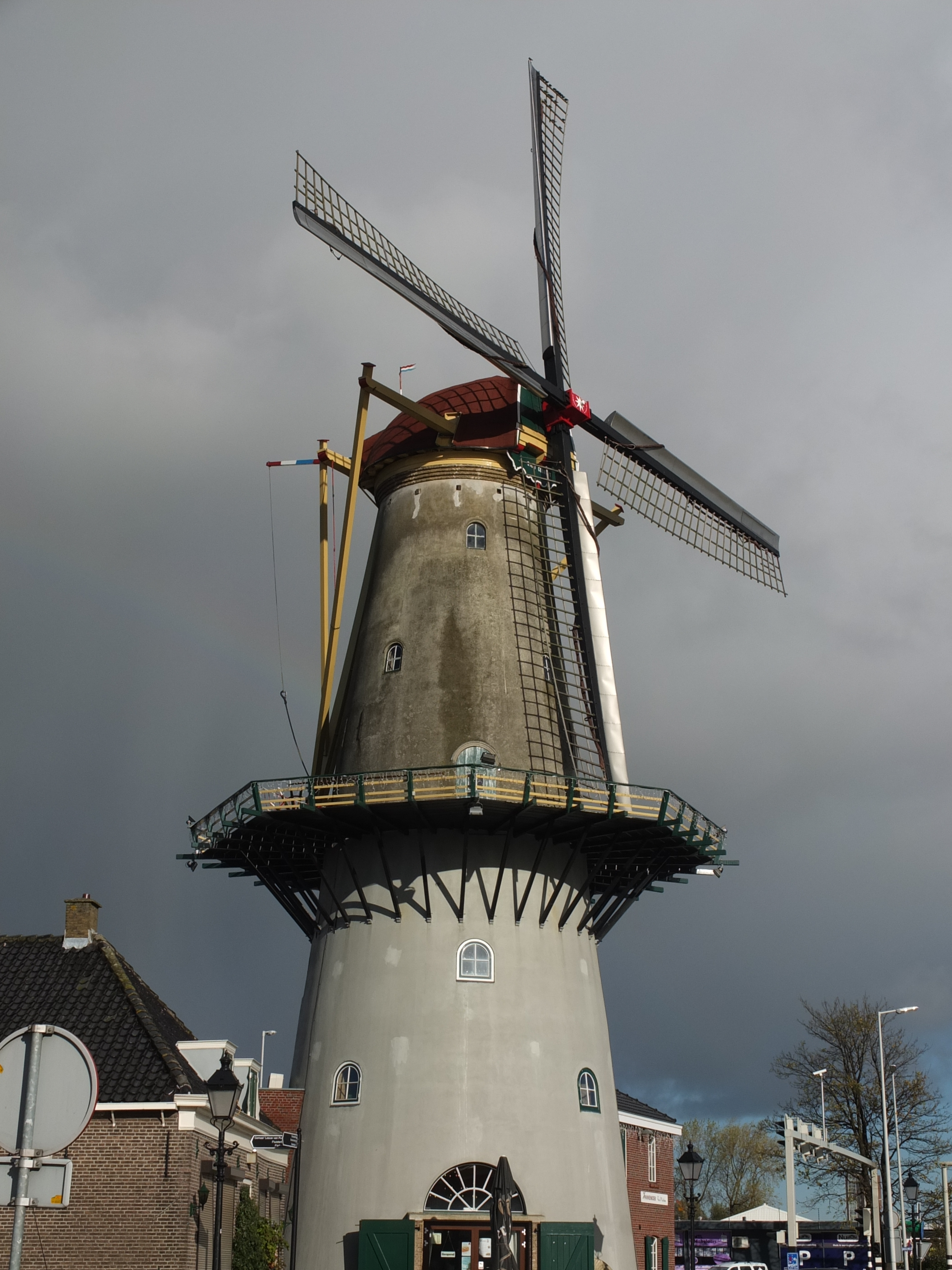
Mühle
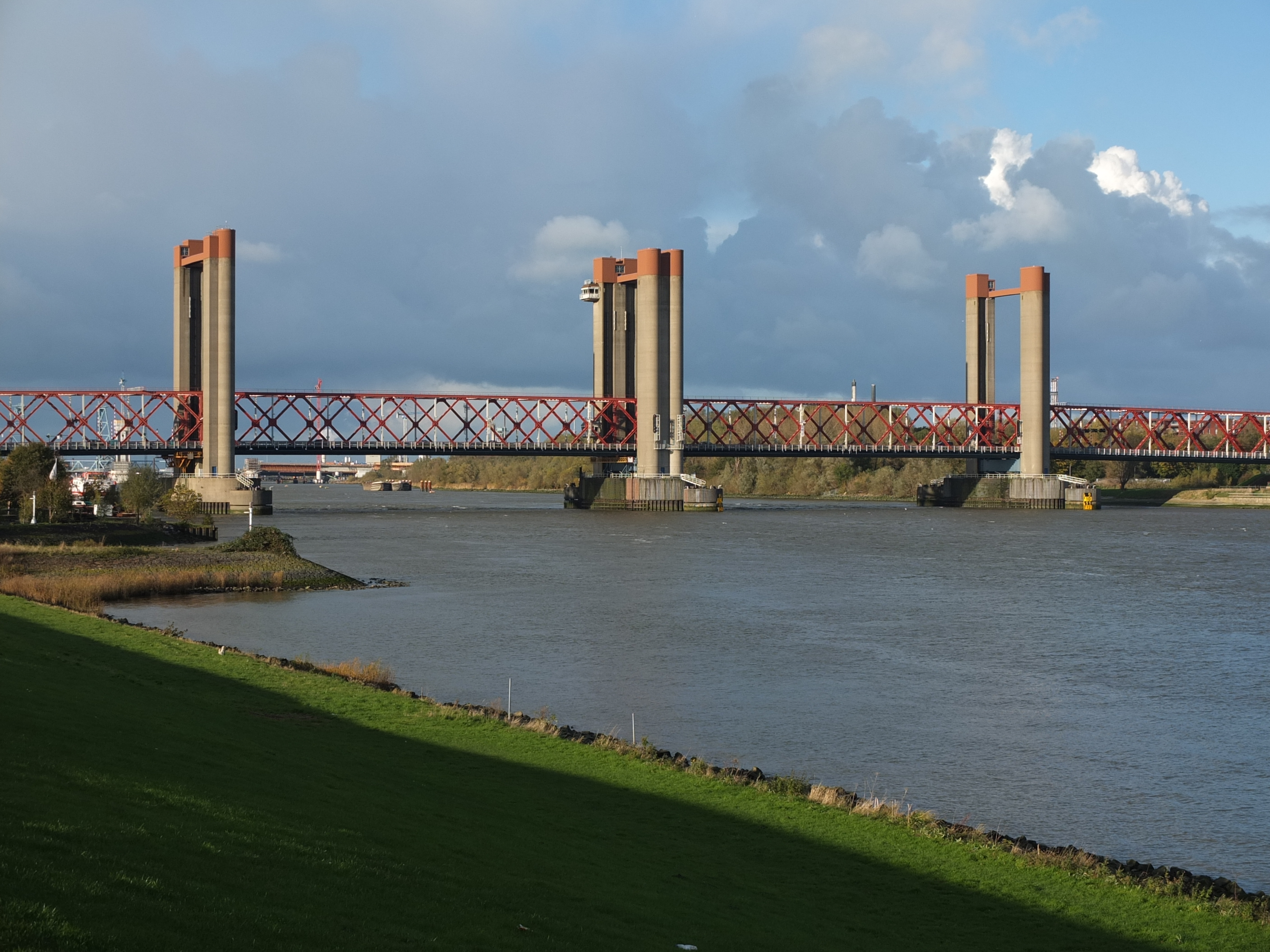
Brücke: Spijkenisserbrug
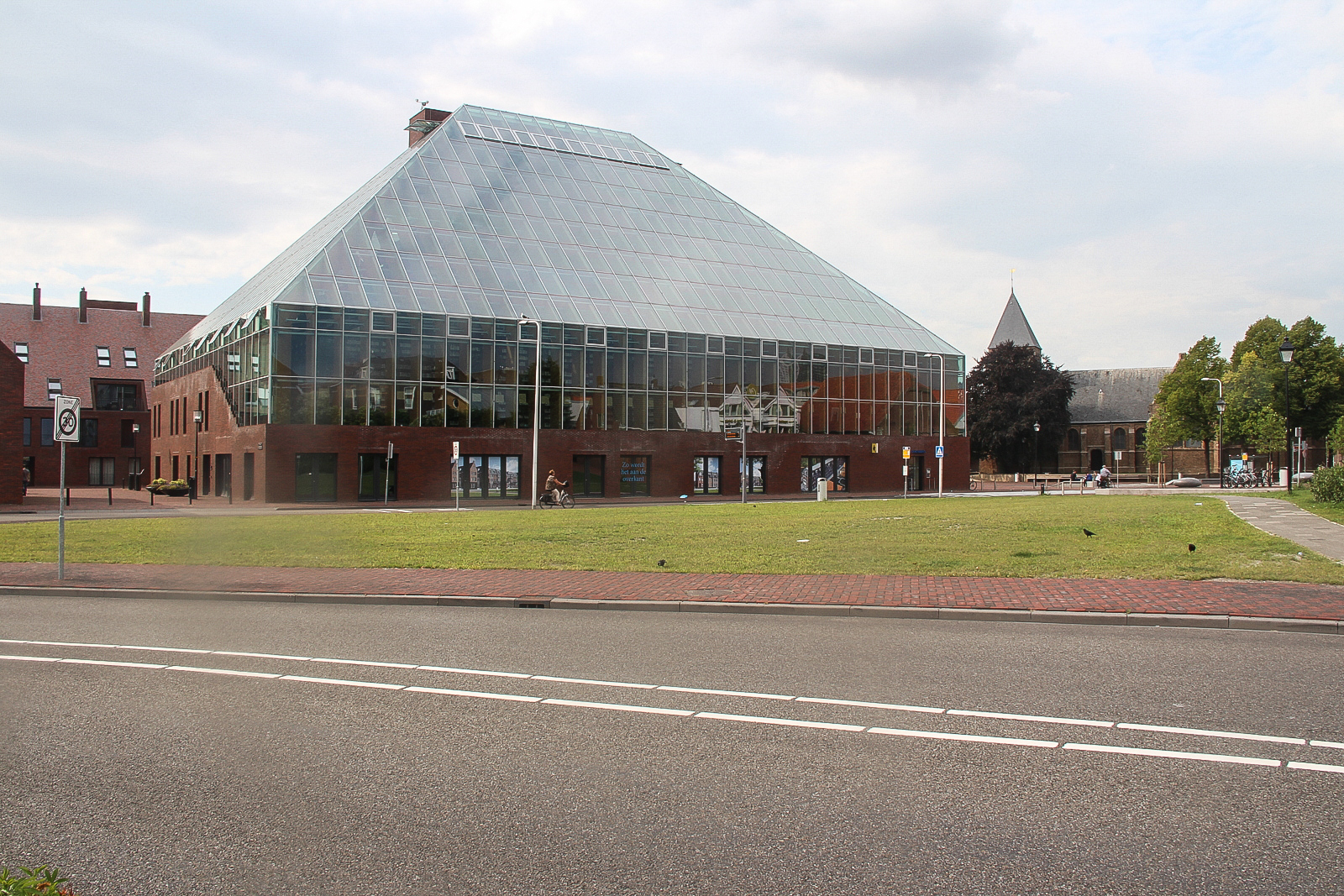
Bibliothek: "De Boekenberg"